# Hawker Siddeley
A Hawker-Siddeley é um construtor de aviões britânico formado pela fusão da Hawker Aircraft e a Armstrong-Siddeley. Esta empresa combinou o legado de vários construtores de aeronaves britânicos. Emergiu como um dos apenas dois principais construtores na década de 1960, sendo posteriormente fundida na British Aerospace (BAe) em 1977.

## Hawker-Siddeley
A Hawker-Siddeley deve as suas raízes durante o conflito da Segunda Guerra Mundial, procedendo à falência/reestruturação da Sopwith. O piloto de testes da Sopwith Harry Hawker e outros três colegas (incluindo Thomas Sopwith) compraram as acções da Sopwith e formaram a H. G. Hawker Engineering nos finais de 1920.
Aviões produzidos pela Hawker Engineering:
- Hawker Hind
- Hawker Hart

## Hawker Aircraft Ltd.
Renomeada em 1933 para Hawker Aircraft Ltd., a companhia soube aproveitar-se da Grande Depressão e da sua vantajosa posição no mercado para adquirir a Gloster Aircraft em 1934. No ano seguinte formaria uma associação entre outras companhias britânicas que, em 1935 seria renomeada para Hawker Siddeley.
Aviões produzidos pela Hawker Aircraft Ltd.:

### As Hawker
- Hawker Woodcock 1923
- Hawker Duiker 1923  protótipo
- Hawker Cygnet 1924
- Hawker Hedgehog1924 protótipo
- Hawker Horsley 1925
- Hawker Heron 1925
- Hawker Hornbill 1925
- Hawker Danecock 1925
- Hawker Harrier 1927 protótipo
- Hawker Hawfinch 1927
- Hawker Hart 1928
- Hawker F.20/27 1928 protótipo
- Hawker Hoopoe 1928
- Hawker Tomtit 1928
- Hawker Hornet 1929
- Hawker Osprey 1929
- Hawker Nimrod 1930
- Hawker Fury 1931
- Hawker Audax 1931
- Hawker Demon 1933
- Hawker P.V.3 1934 protótipo
- Hawker Hardy 1934
- Hawker Hind  1934
- Hawker P.V.4 1934 protótipo
- Hawker Hartbees 1935
- Hawker Hurricane 1935
- Hawker Hector 1936
- Hawker Henley 1937
- Hawker Hotspur  1938
- Hawker Tornado  1939
- Hawker Typhoon  1940
- Hawker Tempest  1942
- Hawker Sea Fury  1944
- Hawker Sea Hawk 1947
- Hawker P.1052 1948 protótipo
- Hawker P.1081 1950 protótipo
- Hawker P.1072 1950 protótipo
- Hawker Hunter 1951
- Hawker P.1127 1960 protótipo

## Grupo Hawker-Siddeley
No final da década de 1950, com o decréscimo na demanda de aviões, o governo decidiu fundir as companhias existentes, cerca de 15 a esta altura, em empresas maiores. Para isso estabeleceu que os contractos com a Força Aérea Britânica teriam que incluir acordos para fundir companhias.
A Hawker e a De Havilland fundiram-se em 1959, seguidas da Blackburn Aircraft, Avro (juntamente com a Avro Canada) e Whitworth (já então parte da Hawker), Folland e Gloster durante o ano seguinte, formando o grupo Hawker-Siddeley. Entretanto, um rol de fusões semelhantes viriam a resultar na British Aircraft Corporation, na Westland Helicopters, e deixando a Rolls-Royce como única fabricante de motores.
Foi neste período que a empresa desenvolveu o mais bem sucedido avião a jacto VTOL, o Hawker-Siddeley Harrier, que permaneceu em produção até à década de 1990 e em serviço para lá da viragem do milénio.
Alguns dos aviões construídos pelo grupo Hawker-Siddeley:
- Hawker-Siddeley Kestrel
- Hawker-Siddeley Harrier
- Hawker-Siddeley Nimrod
- Hawker-Siddeley Hawk
- Hawker-Siddeley Trident
- Hawker-Siddeley HS125
- Hawker-Siddeley HS748 (Avro 748)

## Fim da Hawker
A 29 de Abril de 1977, como resultado do Aircraft and Shipbuilding Industries Act, a Hawker-Siddeley foi nacionalizada e fundida com a British Aircraft Corporation (BAC) e a Scottish Aviation para formar a British Aerospace (BAe).